# Caernarfon
Pour les articles homonymes, voir Caernarfon (homonymie).
Caernarfon est une ville du nord-ouest du pays de Galles. Son orthographe galloise s'est imposée aux dépens de la forme anglicisée Carnarvon, mais celle-ci est retenue pour le titre de Comte de Carnarvon. Sa population était de 9 611 habitants au recensement de 2001.
Caernarfon est la ville principale du comté traditionnel de Caernarfonshire  (Sir Gaernarfon)1 et elle était, d'ailleurs, un comté commun de son propre droit. Elle possède le statut de communauté. Les habitants de la ville sont presque totalement galloisants.

## Histoire
Sur les terres plus élevées du voisinage de la ville, on trouve les restes d'une occupation ancienne, le fort romain de Segontium. Le fort se trouvait sur des terres situées en face de l'Île de Môn (en anglais, Anglesey), d'où le nom de cette région, ar Fôn (sur Môn. Môn devient ici Fôn car le gallois est, comme le breton, une langue à mutations : certaines lettres se modifient en fonction de la fonction du mot dans la phrase). Le château fut logiquement appelé Caer yn Arfon, c'est-à-dire château d'Arfon, avant de disparaître. 

## Château de Caernarfon

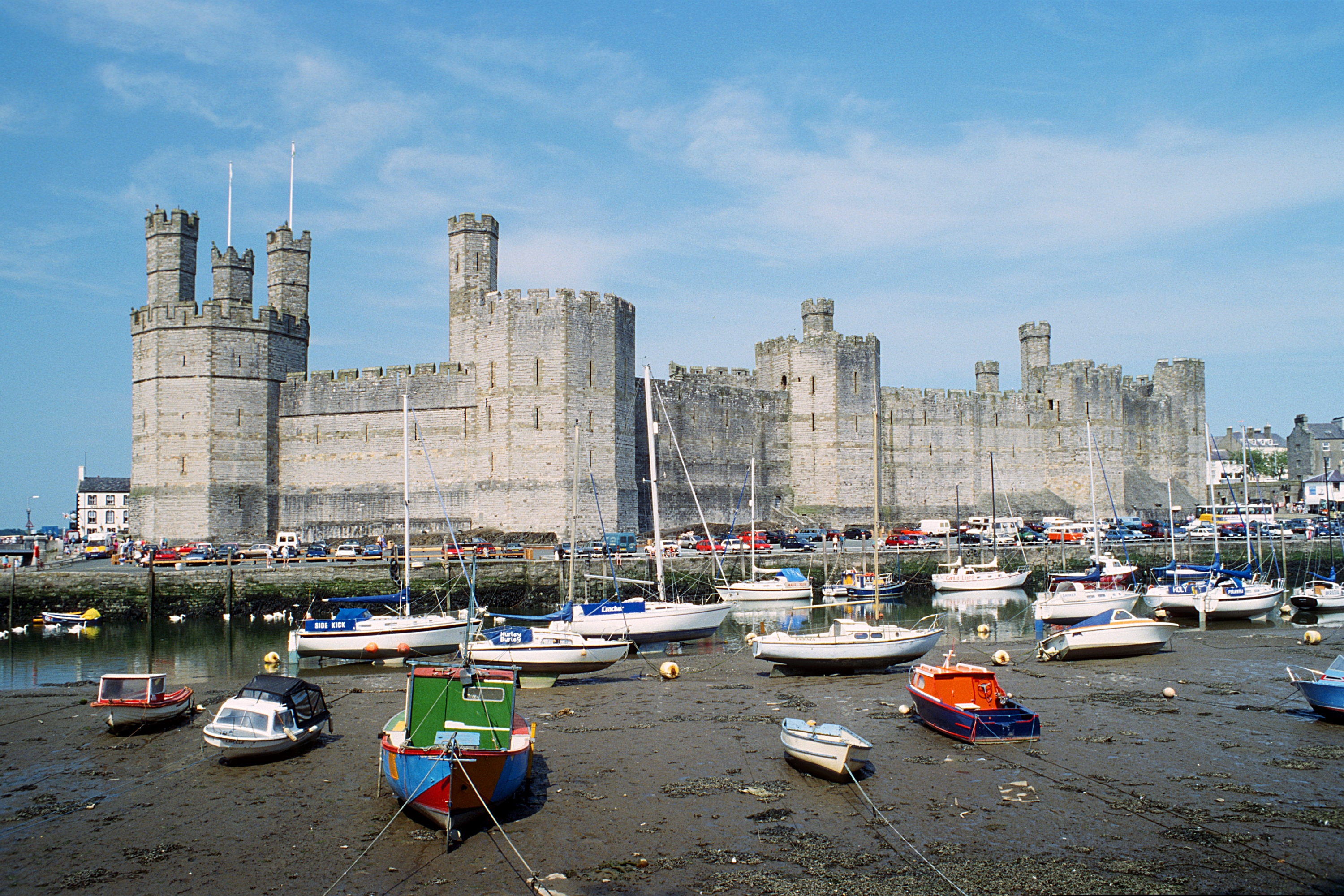
Le château de Caernarfon

La ville est surtout connue pour son impressionnant château fort et son enceinte, voulues par Édouard Ier d'Angleterre qui avait le même problème que l'Empire romain : contrôler les habitants de l'Arfon et de l'Île de Môn. Cette grande bâtisse de pierre devint rapidement le symbole de la domination anglaise. Sa construction commença en 1282, année de la chute de Llywelyn le Dernier. Le maître maçon employé par Édouard Ier, Jacques de Saint-Georges, prit pour modèle les murailles de Constantinople, Édouard Ier s'étant engagé dans la cause des Croisades pour sauver le Royaume de Jérusalem. Son fils, le futur Édouard II d'Angleterre, naquit à Caernarfon en 1284. Les Gallois refusant qu'un Anglais les dirige, Édouard Ier avait promis de mettre à leur tête un homme né en terre galloise et ne parlant pas anglais. C'est ainsi qu'il leur présenta le bébé né à Caernarfon et ne parlant pas un traître mot d'anglais et que, depuis, tous les premiers-nés mâles de la famille royale anglaise portent le titre de prince de Galles.

## Politique
La population de Caernarfon est pour la plupart gallophone (92 % de la population ont signalé quelque niveau de facilité en gallois dans le recensement de 2001) et la ville est de nos jours un point de rassemblement pour la cause nationaliste galloise. 
En 1911, David Lloyd George, alors député britannique, élu dans la circonscription, conçut l'idée d'organiser la cérémonie d'investiture du nouveau prince de Galles au château de Caernarfon pour pacifier l'opinion nationaliste tout en éveillant un sentiment patriotique britannique. La cérémonie eut lieu le 13 juillet. La famille royale était présente et le futur Édouard VIII fut, en bonne et due forme, élevé à la dignité de prince de Galles.
Le 1er juillet 1969, la cérémonie d'investiture fut répétée au château de Caernarfon pour le prince Charles, fils de la reine Élisabeth II. Il y eut des menaces nationalistes, deux membres de la Free Wales Army se firent d'ailleurs sauter en essayant de placer une bombe dans un train que le prince aurait dû prendre, mais la cérémonie se déroula sans incident.
Le député actuel de la circonscription est Alun Ffred2 Jones (1949- ), élu pour la première fois en 2003. Il est membre du Plaid Cymru (Parti nationaliste gallois).

## Musée et culture
Caernarfon abrite aussi le musée du régiment des Royal Welch Fusiliers (Fusiliers royaux gallois). Welch est une ancienne forme du mot anglais welsh ("gallois").
En 1886, 1894, 1906, 1921, 1935, 1959 et 1979, Caernarfon accueillit l’Eisteddfod Cenedlaethol (littéralement: "séance nationale"), le festival national gallois des arts. De plus, des événements non officiels de l’Eisteddfod Cenedlaethol y eurent lieu au cours des années 1877 et 1880. D'ailleurs, Caernarfon prit part dans l’Eisteddfod de 1940 qui ne fut que diffusé par la radio à cause des exigences de la guerre.
Les habitants de Caernarfon sont connus familièrement sous le nom de Cofis (prononciation: 'quôvise'). Le mot cofi sert aussi dans la région de Caernarfon pour décrire le dialecte local, qui est un mélange de gallois et d'anglais, dans lequel les mots et des constructions grammaticales s'échangent librement et quelque peu au hasard.

## Villes jumelées
- Landerneau (France) depuis 1992